# Carlos Blanco-Rajoy Martínez-Reboredo
Carlos Blanco-Rajoy Martínez-Reboredo (La Corunya, 1930 - 2011) fou un advocat i polític gallec. Va ser president de la Cambra Provincial Agrària de la Corunya.
A les eleccions generals espanyoles de 1979 fou senador per la província de la Corunya per UCD, i a les eleccions generals espanyoles de 1982 ho fou per Aliança Popular.